# Lijst van leerlingen van Zweinstein
Dit is een lijst van leerlingen van Zweinstein. Deze leerlingen zijn fictieve personages, die zijn verschenen in de Harry Potter-boeken van de Britse schrijfster J.K. Rowling. Het overzicht geeft ook informatie over de onderlinge leeftijdsverhoudingen tussen de boekpersonages.
| | Griffoendor | Ravenklauw                                                                        | Huffelpuf                                                                               | Zwadderich |
| --- | --- | --------------------------------------------------------------------------------- | --------------------------------------------------------------------------------------- | --- |
| Zie ook: | Lijst van Griffoendors | Lijst van Ravenklauwen                                                            | Lijst van Huffelpuffers                                                                 | Lijst van Zwadderaars |
| 6 jaar ouder dan Harry | |                                                                                   |                                                                                         | - André Hilarius |
| 4 jaar ouder dan Harry | - Olivier Plank - Percy Wemel |                                                                                   | - Wrakking - Lucas Bakzijl                                                              | - Marcus Hork |
| 3 jaar ouder dan Harry | | - Patricia Hazelaar                                                               | - Carlo Kannewasser                                                                     | |
| 2 jaar ouder dan Harry | - Fred Wemel - George Wemel - Leo Jordaan - Alicia Spinet - Angelique Jansen - Patricia Samsons                                  |                                                                                   |                                                                                         | - Maarten Wildeling - Gerard van Beest - Adriaan Punnik                                                                             |
| 1 jaar ouder dan Harry | - Katja Bell - Magnus Stoker - Henk Dubbers                                                                                      | - Cho Chang - Marina Elsdonk - Alfons Gasthuis - Eddie Kamerling                  |                                                                                         | - Urnveld - Valom |
| Harry's jaar Drie personen worden wel genoemd bij het sorteren, maar onduide- lijk is bij welke afdeling: * Maanzaat, Melissa Zwadderich * Molm, ? * Pekel, Sally Ravenklauw | - Harry Potter - Ron Wemel - Hermelien Griffel - Marcel Lubbermans - Simon Filister - Daan Tomas - Belinda Broom - Parvati Patil | - Terry Bootsman - Anton Goldstein - Padma Patil - Lisa Turpijn - Amanda Brokking | - Hannah Albedil - Suzanne Bonkel - Joost Flets-Frimel - Ernst Marsman - Zacharias Smid | - Draco Malfidus - Daphne Goedleers - Karel Kwast - Theodoor Noot - Patty Park - Margriet Bullemans - Benno Zabini - Vincent Korzel |
| 1 jaar jonger dan Harry | - Ginny Wemel - Kasper Krauwel                                                                                                   | - Loena Leeflang - Michel Kriek - Robbie Davids                                   |                                                                                         | - Hondsdraf |
| 2 jaar jonger dan Harry | - Regina Valster |                                                                                   |                                                                                         | - Astoria Goedleers |
| 3 jaar jonger dan Harry | - Jimmy Postelijn - Dennis Krauwel - Natalie Munter                                                                              | - Ellen Vrolijk - Sextus Aardveil - Stalpeert Jr.                                 | - Vincent Wapenaar - Walter Doedijns - Lena Braafjens - Laura Maansteen                 | - Melchior Beulsvreugd - Sijmen Sikkepit                                                                                            |
| 4 jaar jonger dan Harry | - Eelco Abeel |                                                                                   | - Rosa Zeller                                                                           | |
| 25 jaar jonger dan Harry | - James Potter jr |                                                                                   |                                                                                         | |
| 26 jaar jonger dan Harry | - Roos Wemel |                                                                                   |                                                                                         | - Albus Potter - Scorpius Malfidus                                                                                                  |
| Jaar onbekend | - Rick Cools - Vicky Volkers - Gerard Hoepel - Jacques Sippe - Andre Kolk - Demelza Rovers                                       | - Fielts - Fortuin - Teutel - Kanters - Pieren                                    | - Sappelaar - Kuipers                                                                   | |